# Чупина Бараона, Херман
Херман Чупина Бараона (исп. Germán Chupina Barahona; 1924, Гватемала — 2008, Гватемала) — гватемальский полицейский, директор Национальной полиции в 1978—1981 годах. Активный участник гражданской войны, организатор спецопераций и репрессий против партизанского движения и левой оппозиции. Ультраправый антикоммунист, организатор «эскадрона смерти», куратор Секретной антикоммунистической армии. Привлекался к ответственности за военные преступления, однако сумел избежать суда.

## Служебная карьера
Окончил Полицейскую академию, с января 1945 служил в Национальной полиции Гватемалы. Службу проходил в военизированных подразделениях. В 1955—1958 командовал взводом, в 1958—1960 — бригадой военной полиции. С сентября 1960 по март 1965 — директор полиции в военной зоне департамента Сакапа, до июля 1970 командовал бригадой в Кесальтенанго. 3 апреля 1975 назначен командующим мобильными подразделениями военной полиции.
1 июля 1978 года в должность президента Гватемалы вступил Ромео Лукас Гарсиа. В тот же день Херман Чупина Бараона был назначен директором Национальной полиции.

## Полицейская политика репрессий
Херман Чупина Бараона придерживался ультраправых антикоммунистических взглядов. Он активно участвовал в гражданской войне против левых партизанских движений, организовывал политические репрессии. На посту директора полиции основал «эскадрон смерти» Comando Seis. Курировал гватемальское отделение Секретной антикоммунистической армии, совершившей ряд терактов и политических убийств. Наряду с генералом Бенедикто Лукасом Гарсиа (начальник генштаба армии, брат президента), полковник Херман Чупина Бараона являлся главным оперативным руководителем правительственных сил. Характеризовался как человек жестокий и циничный.
31 января 1980 группа крестьян-индейцев из Комитета крестьянского единства и левых студентов в знак протеста против репрессий заняли территорию испанского посольства в Гватемале. Президент Лукас Гарсиа провёл совещание с Чупиной Бараона и министром внутренних дел Дональдо Альваресом Руисом. Несмотря на просьбу испанского посла вступить в переговоры, было принято решение о силовой акции. Чупина Бараона руководил полицейской атакой. Здание посольства было подожжено. 36 человек погибли в огне, единственный выживший участник акции был похищен из больницы и убит. Сожжение посольства Испании причисляется к трагическим эпизодам гватемальской гражданской войны.
В конце 1981 полковник Чупина Бараона оставил пост директора полиции, но остался в ближайшем окружении президента Лукса Гарсиа.
23 марта 1982 генерал Эфраин Риос Монтт совершил военный переворот. Ромео Лукас Гарсиа был отстранён от власти. Риос Монтт придерживался иных взглядов на стратегию и тактику войны (он был сторонником массового вовлечения крестьян в антикоммунистические Патрули гражданской самообороны, а не разовых акций «эскадронов»). Ведущие деятели периода Лукаса Гарсиа, в том числе Чупина Бараона, были сняты с постов и выведены из политики.

## Попытка судебного преследования
После отстранения от власти Херман Чупина Бараона вёл жизнь частного лица. В политическом процессе — «риосмонттизм», затем переход к гражданскому правлению, прекращение гражданской войны — участия не принимал.
В декабре 1999 года правозащитница Ригоберта Менчу (её отец Висенте Менчу погиб при сожжении испанского посольства) обратилась в Национальный суд Испании с просьбой привлечь к ответственности группу гватемальских военных и полицейских, включая братьев Лукас Гарсиа, Альвареса Руиса и Чупину Бараона. 6 ноября 2006 года гватемальский суд санкционировал арест и экстрадицию пяти человек. Однако Чупина Бараона сослался на состояние здоровья и был помещён на длительное стационарное лечение в одну из столичных больниц.
После специального разбирательства в 2007 году Конституционный суд Гватемалы отменил решение об экстрадиции. (Командир полицейского спецназа Педро Гарсиа Арредонодо, непосредственно командовавший сожжением посольства, был осуждён на 40 лет лишения свободы в 2015 году.)
Херман Чупина Бараона скончался в своём доме 17 февраля 2008 года в возрасте 84 лет.